# Lhabsang Khan

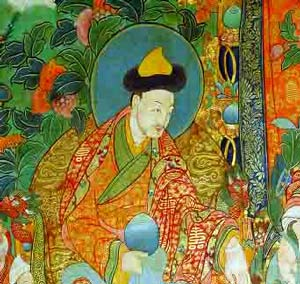
Lhabsang Khan, Wandbild aus dem Sera-Kloster

Lhabsang Khan (mongolisch ᠯᠠᠽᠠᠩ ᠬᠠᠨ Lazang Haan, * im 17. Jahrhundert; † 1717; auch: Lhabzang Khan, Latsang Khan) war ein mongolischer Herrscher der Qoshoten, der von 1703 bis 1717 in Tibet regierte. Sein Tod löste den Einmarsch der Armee des Qing-Kaisers Kangxi (reg. 1661–1722) nach Tibet aus.

## Historischer Hintergrund
Lhabsang Khans Urgroßvater Gushri Khan (gest. 1655) von den Qoshoten, einer Untergruppe der Oiraten, hatte sich in Tibet zum König proklamiert, nachdem er vom 5. Dalai Lama, Ngawang Lobsang Gyatsho (1617–1682), zu Hilfe gerufen worden war, um die Gelugpa zu unterstützen.
In dem neugebildeten zentraltibetischen Staatswesen war zwar der Dalai Lama das unangefochtene geistliche Oberhaupt, er war aber zunächst relativ wenig in die administrativen Belange des neuen Staatswesens eingebunden. Die politische Macht lag formal in den Händen der Khane der Qoshoten, aber als echte Nomaden bevorzugten sie es, in der Gegend von Dam (tib. 'dam) südlich des Nam Co (Tengrinor) zu nomadisieren und kamen daher nur gelegentlich im Winter nach Lhasa, wo sie im Palast Ganden Khagsar (tib.: dga' ldan khang gsar) residierten.
Die eigentliche politische Macht lag deshalb in den Händen eines Regenten, der den Titel Desi (tib.: sde srid) trug und der anfangs von den Mongolen-Königen ernannt wurde. Unter den schwachen Nachfolgern von Gushri Khan nahm der Einfluss der Mongolen-Könige immer mehr ab, was auf einen Machtzuwachs des 5. Dalai Lama hinauslief. Der von ihm 1679 ernannte Desi Sanggye Gyatsho war ein politisch machtbewusster Mann, der Tibet mit strenger Hand regierte.

## Übernahme der Macht in Tibet

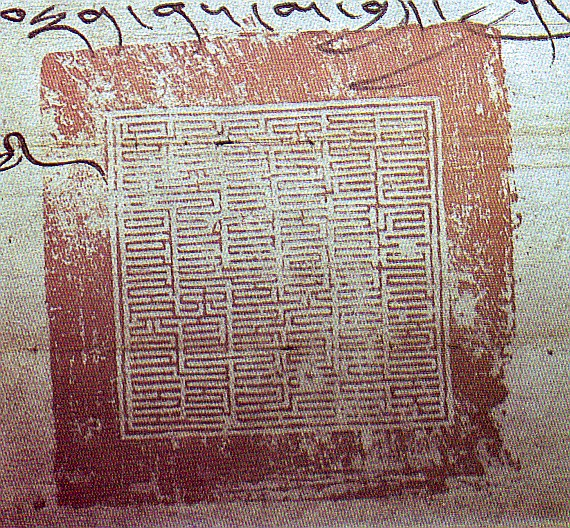
Amtssiegel des Lhabsang Khan

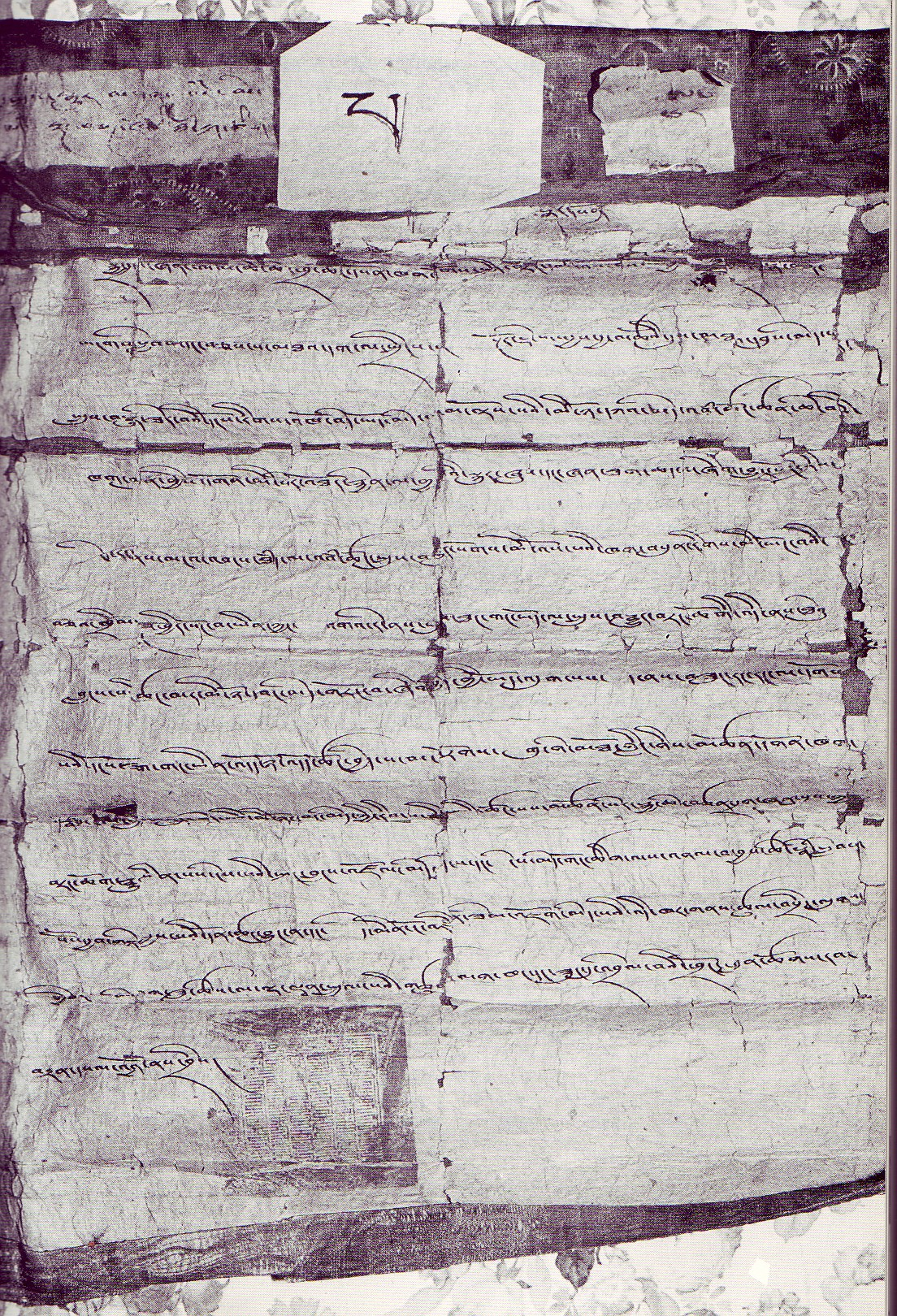
Herrscherurkunde des Lhabsang Khan aus dem Jahre 1707

Das Desinteresse der Mongolen-Könige an den aktuellen Regierungsgeschäften Tibets änderte sich mit der Machtübernahme durch Lhabsang Khan. Nach dem Tod seines Vaters Dalai Khan (reg. 1668–1701) wurde zunächst sein Bruder Tendzin Wangchug Khan zum König der Qoshoten ernannt und führte die Mongolen zwischen 1701 und 1703. In diesem Jahr ließ Lhabsang Khan seinen Bruder vergiften und übernahm selbst die Kontrolle über die Qoshoten. Er bemühte sich um Unabhängigkeit von den restlichen Oiraten unter Führung der Dsungaren und richtete sein Augenmerk auf die Vorgänge in Lhasa.
Der 6. Dalai Lama Tshangyang Gyatsho (1683–1706) entschied sich für ein Leben, das nicht den strengen Vinaya-Regeln der Gelug-Schule entsprach. Letztendlich gab er sein Mönchsgelübde zurück. Sein Regent, der Desi Sanggye Gyatsho versuchte den Lhabsang Khan mit zwei Giftmordanschlägen zu beseitigen. Lhabsang Khan reagierte darauf mit einem Vormarsch auf Lhasa, konnte den Regenten Sanggye Gyatsho militärisch besiegen und sicherte ihm Immunität zu. Trotz dieser Zusage ließ Jerinrashi, die Gemahlin Lhabsang Khans, den Desi in Gongkar Dzong festnehmen und am 6. September 1705 ermorden. Der 6. Dalai Lama wurde abgesetzt und auf eine Reise nach Peking geschickt. Unterwegs fand der 6. Dalai Lama ein möglicherweise gewaltsames Ende im November 1706.

### Gestörtes Verhältnis zu Teilen des buddhistischen Klerus
Mit der Verbannung des 6. Dalai Lama zog sich Lhabsang Khan einen tief sitzenden Unwillen von Teilen des buddhistischen Klerus und der tibetischen Bevölkerung zu. Schon bei der Verhaftung des 6. Dalai Lama war es zu heftigen Tumulten gekommen. Lhabsang Khan proklamierte daraufhin einen neuen 6. Dalai Lama (Gerüchte besagten, der Mönch wäre sein natürlicher Sohn) mit der Begründung, Tshangyang Gyatsho wäre ein falscher Dalai Lama gewesen. Die Tibeter erkannten den von Lhabsang Khan ausgesuchten neuen Dalai Lama aber nicht an und suchten nach dem Tod des 6. Dalai Lama eine neue Wiedergeburt, den späteren 7. Dalai Lama Kelsang Gyatsho (1708–1758).

### Beziehung zum chinesischen Kaiserhof
Unmittelbar nach der Ermordung des Regenten Sanggye Gyatsho sandte Lhabsang Khan einen Bericht über den Verlauf der Ereignisse in Tibet an den damaligen chinesischen Kaiser Kangxi. Dieser, ein ausgesprochener Gegner des ermordeten Regenten, bekundet umgehend seine Zustimmung zum Verlauf der Ereignisse. Er schickte den manjurischen Leutnant Hsi-chu nach Tibet, um Lhabsang Khan den Titel I-fa-kung-shun-han („religiöser und ergebener Khan“) zu verleihen. Kangxi war es auch gewesen, der Lhabsang Khan die Weisung erteilt hatte, den abgesetzten 6. Dalai Lama nach Peking deportieren zu lassen.
1709 beschloss Kaiser Kangxi, einen Repräsentanten des Kaiserhofs nach Tibet zu schicken, der Lhabsang Khan in seiner Regierungstätigkeit beaufsichtigen sollte. Die Wahl fiel auf Ho-shou, der zwar mit großem Gefolge, aber ohne militärische Eskorte, nach Lhasa reiste.
Ho-shou hatte den Auftrag, Lhabsang Khan gegen seine Gegner aus der Anhängerschaft des ermordeten Desi Sanggye Gyatsho zu unterstützen und die Ordnung in Tibet wiederherzustellen. Diese Mission war der erste Versuch von Seiten Chinas, in Tibet ein chinesisches Protektorat einzurichten. Der Versuch schlug jedoch fehl und Ho-shou verließ Lhasa im Jahre 1711. Sein Posten wurde nicht wieder besetzt und Lhabsang Khan regierte ohne direkte chinesische Einflussnahme souverän in Tibet.

## Krieg mit Bhutan
Nach einem Briefwechsel zwischen Lhabsang Khan und dem König von Bhutan, in dem wechselseitige Drohungen ausgesprochen wurden, traf Lhabsang Khan 1714 Vorbereitungen für eine militärische Operation gegen Bhutan. Dieser Krieg, in dem sich insbesondere ein junger Adliger aus dem Westen Tibets, nämlich Miwang Pholhane Sönam Tobgye durch besondere militärische Leistungen hervortat, endete letztendlich mit einem Rückzug der tibetischen und mongolischen Truppen. Der Krieg trug somit nur zur Schwächung der Position Lhabsang Khans bei.

## Der Einfall der Dsungaren nach Tibet
Tshewang Rabten (reg. 1697–1727) war Khan der Dsungaren. Er war bestrebt, sich der Politik des manjurischen Kaiserhofs auf Unterwerfung der Stämme der Inneren Mongolei und Äußeren Mongolei zu widersetzen und stellte somit eine Gefahr für die Expansionspolitik Chinas dar.
Zunächst verheiratete er seine Tochter mit einem Sohn Lhabsang Khans (1714). Später, 1717, führte er einen völlig überraschenden Feldzug nach Lhasa, den er anfangs als Rückführung der Eheleute tarnte. Lhabsang Khan erkannte die List zu spät. Zwar konnte er, insbesondere mit Hilfe von Pholhane Sönam Tobgye, eine Verteidigungslinie organisieren, doch hielt diese den Angriffen der Dsungaren nur wenige Monate stand. So zog sich Lhabsang Khan nach Lhasa zurück. Die Stadt wurde von den Dsungaren belagert und letztendlich durch Verrat aus den Reihen der Belagerten relativ leicht eingenommen. Die schrecklichen und grausamen Ereignisse der Plünderung von Lhasa durch die Dsungaren sind durch Berichte katholischer Missionare überliefert.
Lhabsang Khan flüchtet mit seiner Familie in den Potala. Um eine Zerstörung des Potala zu verhindern und der Tötung der sich dort aufhaltenden Flüchtlinge durch eine Erstürmung zuvorzukommen, unternahm er mit einigen Getreuen einen heldenmutigen Ausfall, bei dem er getötet wurde. Die Plünderung des Potala und den Wegtransport aller Schätze dieses Gebäudes durch die Dsungaren hat er damit aber gleichwohl nicht verhindert.

### Die Folgen des Einfalls des Dsungaren
Tshewang Rabtens Bemühungen, den 7. Dalai Lama nach Tibet zurückzuführen, schlugen fehl. Dieser blieb in der Obhut der Truppen des chinesischen Kaisers. Für Kaiser Kangxi war es eine politische Notwendigkeit, die Vereinigung Tibets mit Tshewang Rabtens Dsungarenreich zu verhindern. Die Folge war die Entsendung einer chinesischen Armee nach Tibet. Ein erstes Unternehmen schlug 1718 fehl. Eine zweite Expedition brachte im September 1720 die Einnahme Lhasas durch die Chinesen. Im Gefolge der chinesischen Armee befand sich auch der 7. Dalai Lama Kelsang Gyatsho, der nun in sein Amt eingesetzt wurde.